# Joel Fleischman
Joel Haim Fleischman, dr. med. središnji je fikcionalni lik televizijske serije Život na sjeveru. Glumio ga je Rob Morrow.
Joel je potomak ruskih Židova iz New York Cityja koji je pristao četiri godine prakticirati medicinu na Aljaski kako bi otplatio stipendiju za medicinski fakultet koju mu je dodijelila država. Isprva poslan u Anchorage, protiv svoje se volje nađe u zabačenom fikcionalnom gradu Cicelyju.
Sukob između Joelova gradskog podrijetla s kulturom Cicelyja i njegovi odnosi sa živopisnim mještanima ključni su elementi serije. Joelov racionalizam još je jedna suprotnost u odnosu na pomaknute stanovnike i događaje u i oko grada.
Joel je po dolasku u Cicely imao zaručnicu u New Yorku; ona prekida vezu pismom, što njega baca u depresiju. Tijekom serije, Joel održava odnos s Maggie O'Connell (Janine Turner) koji varira između ljubavi i mržnje, a u jednom trenutku se zaruče.
Pri kraju serije čini se kako je Joela osvojio zov aljaske divljine te on odlučuje kako će biti seoski liječnik pomažući ostalo vrijeme u zabačenim predjelima. Nakon što ga država Aljaska otpusti, on se upušta u potragu za izmišljenim "Dijamantnim gradom" sjevera, samo kako bi shvatio da je to New York. Posljednji se put pojavljuje u sceni na trajektu koji se približava Manhattanu.

## Vanjske poveznice
- Joel Fleischman u internetskoj bazi filmova IMDb-u